# Gare de Shimotaki
La gare de Shimotaki (下滝駅, Shimotaki-eki) est une gare ferroviaire située dans la ville de Tamba, dans la préfecture de Hyōgo au Japon. La gare est exploitée par la compagnie JR West, sur la ligne Fukuchiyama.

## Service des voyageurs

### Accueil
La gare de Shimotaki est une gare disposant de deux quai et de deux voies.

| N° de voie | Ligne         | Direction           |
| ---------- | ------------- | ------------------- |
| 1・2       | ▆ Fukuchiyama | Fukuchiyama         |
| 1・2       | ▆ Fukuchiyama | Sasayamaguchi/Sanda |

### Desserte
| JR West               |                      |                      |                      |                     |
| Direction Fukuchiyama | Ligne de Fukuchiyama | Ligne de Fukuchiyama | Ligne de Fukuchiyama | Direction Amagasaki |
| Tanikawa              |                      | Rapid Service 快速   |                      | Tamba-Ōyama         |
| Tanikawa              |                      | Local 普通           |                      | Tamba-Ōyama         |